# Hurricanes de Montpellier
Gli Hurricanes de Montpellier sono una squadra di football americano di Montpellier, in Francia, fondata nel 2005 in seguito alla fusione fra i Mustangs de Montpellier e i Félins de Juvignac.

## Dettaglio stagioni

### Tornei nazionali

#### Campionato

##### Division Élite
| Stagione | regular season | regular season | regular season | regular season | regular season | regular season | playoff | playoff | playoff | playoff | playoff | playoff    | playoff    |
|          | Vin            | Par            | Per            | Tot            | PF             | PS             | Vin     | Per     | Tot     | PF      | PS      | risultato  | avversaria |
| -------- | -------------- | -------------- | -------------- | -------------- | -------------- | -------------- | ------- | ------- | ------- | ------- | ------- | ---------- | ---------- |
| 2019     | 5              | 0              | 5              | 10             | 232            | 300            | -       | -       | -       | -       | -       | -          | -          |
| 2020     | 0              | 0              | 3              | 3              | 31             | 117            | -       | -       | -       | -       | -       | -          | -          |
| 2022     | 1              | 0              | 9              | 10             | 136            | 415            | -       | -       | -       | -       | -       | Retrocessi | -          |
| Totale   | 6              | 0              | 17             | 23             | 399            | 832            | -       | -       | -       | -       | -       |            |            |

Fonti: Enciclopedia del Football - A cura di Massimo Mezzetti

##### Deuxième Division
| Stagione | regular season | regular season | regular season | regular season | regular season | regular season | playoff | playoff | playoff | playoff | playoff | playoff          | playoff                 |
|          | Vin            | Par            | Per            | Tot            | PF             | PS             | Vin     | Per     | Tot     | PF      | PS      | risultato        | avversaria              |
| -------- | -------------- | -------------- | -------------- | -------------- | -------------- | -------------- | ------- | ------- | ------- | ------- | ------- | ---------------- | ----------------------- |
| 2017     | 4              | 0              | 5              | 9              | 216            | 146            | 0       | 1       | 1       | 6       | 22      | Quarti di finale | Blue Stars de Marseille |
| 2018     | 9              | 1              | 0              | 10             | 272            | 81             | 1       | 1       | 2       | 54      | 55      | Semifinale       | Centaures de Grenoble   |
| Totale   | 13             | 1              | 5              | 19             | 488            | 227            | 1       | 2       | 3       | 60      | 77      |                  |                         |

Fonti: Enciclopedia del Football - A cura di Massimo Mezzetti

### Riepilogo fasi finali disputate
| Anno           | Luogo       | Evento            | Fase del torneo  | Incontro                                            | Risultato |
| 21 maggio 2017 | Marsiglia   | Deuxième Division | Quarti di finale | Blue Stars de Marseille - Hurricanes de Montpellier | 22 - 6    |
| 10 giugno 2018 | Montpellier | Deuxième Division | Semifinale       | Hurricanes de Montpellier - Centaures de Grenoble   | 28 - 48   |

## Palmarès
- 2 Casque d'Argent (2007, 2015)
- 2 Campionati francesi Under-19 a 9 (2013, 2014)
- 1 Campionato regionale Languedoc-Roussillon Under-19 (2007)